# Процюк Степан Васильович
Степа́н Васи́льович Процю́к (нар. 13 серпня 1964, с. Кути, Бродівського району Львівської області) — сучасний український письменник, прозаїк та есеїст. Автор понад 30-ти книг; лауреат низки літературних нагород, зокрема володар відзнаки «Золотий письменник України». Член Українського ПЕН. Степан Процюк є одним із найпопулярніших сучасних українських письменників-інтелектуалів.
Почав свою літературну діяльність як поет у ранніх 1990-их років, був співзасновником і членом літгурту «Нова деґенерація». У кінці 1990-их років перейшов до написання прозових творів та есеїстики. У 2002 році вийшов перший роман Процюка «Інфекція», який був номінований на Шевченківську премію і є одним із найвідоміших творів Процюка.
У своїх творах Процюк висвітлює соціальні проблеми, з якими стикається Україна сьогодні («Інфекція») та в минулому («Десятий рядок», «Травам не можна помирати», «Пальці поміж піском»), а також екзистенційні проблеми, як-то індивідуальне і колективне буття («Руйнування ляльки») чи взаємини між батьками і дітьми («Бийся головою до стіни»).
Також Процюк є автором кількох творів для підлітків; його повість для підлітків «Аргонавти» входить до шкільної програми (рекомендована до прочитання учням сьомого класу). Із 2019 року він веде YouTube-канал «Письменник про письменників» [Архівовано 27 лютого 2022 у Wayback Machine.].
У кінці 2022 року вийшли романи Степана Процюка «Руки і сльози» про Івана Франка та «Місяцю, місяцю» про Григора Тютюнника. Вони були номіновані на Шевченківську премію 2024 року та увійшли у короткий список номінантів.
Літературний критик Богдан Пастух зазначає:

| Степан Процюк — автор для мужніх, для тих, хто не боїться зазирати у притемнені куточки підсвідомого, знати справжню етимологію людських вчинків, досліджувати тілесність, гріх і форми покути. |

## Життєпис
Степан Процюк народився 13 серпня 1964 року в селі Кути, Бродівський район (нині — Золочівський район) на Львівщині у родині політв'язня. Через декілька років родина переїхала до Івано-Франківської області. Степан Процюк закінчив Івано-Франківський педінститут та аспірантуру Інституту літератури НАН України. Кандидат філологічних наук. До лютого 2020 року викладав сучасну українську літературу в Прикарпатському університеті Івано-Франківська. Одружений, має двох синів. З 1995 до 2017 року був членом Національної спілки письменників України. Член Українського ПЕН.

## Творчість

### Рання творчість
Літературна біографія Степана Процюка розпочалася 1991 року з літгурту «Нова деґенерація», куди він входив разом із Іваном Андрусяком та Іваном Ципердюком. Наступного року була надрукована їх перша поетична збірка «На вістрі двох правд» (з передмовою Юрія Андруховича). На думку літературознавців, на початку 90-х літгурту «Нова деґенерація» вдалося стати одним із небагатьох руйнівників літературної стагнації. Згодом з'явилася збірка віршів «Апологетика на світанку» (Ужгород, 1996) та збірка поем «Завжди і ніколи» (Львів, 1999). Згодом автор припинив писати вірші, перейшов на прозу й есеїстику. 17 січня 1995 року Степан Процюк став членом Національної спілки письменників України.

### Перші прозові твори
1996 року вийшла збірка есеїв Степана Процюка «Лицарі стилосу і кав'ярень» (Київ), а також перша книжка прози «Переступ у вакуумі». 2001 року тернопільське видавництво «Джура» друкує збірку повістей «Шибениця для ніжності», що викликала різні відгуки та рецензії. У повісті «Шибениця для ніжності» домінує єдина оповідна форма — сповіді головного героя Дем'яна. Приводом для її розгортання став лист колишньої коханої, написаний через двадцять років після того, як їх стосунки завершилися. Структурно повість складається із двох частин та епілогу. Композиція повісті традиційна для ранньої творчості Степана Процюка: колажність, фрагментарність картин, репортажність, полеміко-публіцистичні авторські відступи.

### «Серафими і мізантропи»
У 2002 році івано-франківське видавництво «Тіповіт» друкує збірку повістей «Серафими і мізантропи». У ній, за спостереженнями критиків, посилюються декадентські кольори, а також інтерес до зображення межових невротичних станів людини. Стильово повісті Степана Процюка поєднують творчі практики експресіонізму й екзистенціалізму, містять посутні постмодерні вкраплення. Для автора характерний тип героя — рефлексуючого інтелігента з сильною потребою ідеалу, в якій упізнається туга за Богом.

### «Інфекція»
2002 року Степан Процюк дебютує як романіст — львівська «Піраміда» друкує «Інфекцію». Як зазначено в анотації, це книга «про нас, нинішніх українців, і про нашу історію хвороби». Олег Соловей твердить, що «Інфекція» стала заявкою на опанування рідкісним нині жанром соціально-психологічного роману. Центральною в цьому творі є ідея інфікованості українства чужою мовою, культурою, способом життя. Композиційно роман складається з восьми частин, переважає оповідний наратив зі вставними критичними відступами. Автор об'єднує в одне ціле кілька сюжетних ліній. Оцінки критиків варіювалися — від тверджень про появу роману «національної честі» до роздратування, що справжній українець не має так жорстко критикувати національні негаразди й ментальні недоладності. 2003 року за цей роман Степан Процюк був номінований на здобуття Шевченківської премії. З того часу роман був кілька разів перевиданий.

### «Жертвопринесення»
Другий роман «Жертвопринесення» (надрукований спочатку в журналі «Кур'єр Кривбасу», а в 2007 року у видавництві «Тіповіт») став своєрідною відповіддю на питання, чому Степан Процюк припинив писати поезії. Головне у романі — дослідження хворобливих зламів людської психіки, оголення й вивчення таємниць свідомості. Складна психологічна партитура, плетиво натяків та алюзій висвітлює основний філософський аспект — болісне усвідомлення нікчемності буття Поета в нашій державі. Зображена ситуація мимоволі проектується на сучасну суспільну атмосферу, в якій некомфортно почуваються неординарні, талановиті люди.

### «Тотем»
У 2005 році вийшов третій роман «Тотем» (видавництво «Тіповіт»). У цьому творі помітне посилення інтересу до онтологічних питань: смерть і страх, фетишизація й неврози, відчай і пошуки можливих рецептів гармонії. Актуальні проблеми роману: ідолопоклоніння, фальшивий патріотизм, деградація особистості під впливом психотропів, нездорова фетишизація пристрасті. Від «великої антинебесної імперії деградації» люди прагнуть сховатись у приватне життя, поведінкою персонажів керує єдиний справжній тотем — пошук любові.
Як вказує літературознавиця Ірина Фотуйма: «Написаний у 2003 році роман Степана Процюка «Тотем» спричинив бурю різноманітних емоцій, змістив спектри бачення нової літературної епохи і представив світові максимально натуралістичний образ травмованої та психологічно нестабільної нації».

### «Канатоходці»
У 2007 році івано-франківське видавництво «Тіповіт» видало збірку есеїв Степана Процюка «Канатоходці». «Найважливіша прикмета нашого часу — це відсутність, майже повсюдна і хронічна, справжнього життя». Ці слова — лейтмотив збірки «Канатоходці». Туга за справжнім проглядає у всій книжці. Автор веде боротьбу проти напівправди і симулякрів. Противагою штучності виступає безпафосна героїка, позбавлена гламуру й позірної вишуканості. Рефлексії над життям і смертю юнаків з УПА, без усілякого зайвого компліментаторства, оживлюють ці фрагменти історії. Есеї Степана Процюка поєднують достовірність життєвих фактів (притаманну щоденнику); узагальнення, що межують із філософією; образність, пластичність, що безпосередньо пов'язані з белетристикою. Канвою сюжетних ліній письменник вибирає щоденник, тому в тексті відчувається потужний автобіографічний струмінь, що об'єднує й підживлює цікавість читача.

### Книги для дітей та підлітків
Ще одна грань письменницького таланту Степана Процюка — література для підлітків. У 2008 році в київському видавництві «Грані-Т» побачила світ трилогія про кохання «Марійка і Костик», «Залюблені в сонце» (Друга історія Марійки і Костика), «Аргонавти» (Третя історія Марійки і Костика). Події книги розгортаються в маленькому українському місті Старомихайлівка. Герої живуть своїм цікавим життям: зустрічаються, ведуть романтичні розмови, зізнаються в коханні. У цьому ж році і в цьому видавництві в серії «Життя видатних дітей» вийшла книга «Степан Процюк про Василя Стефаника, Володимира Винниченка, Архипа Тесленка, Карла-Густава Юнга і Ніку Турбіну». Повісті для підлітків Степана Процюка критика вважає одними із найчитаніших у цій жанровій ніші. У київському видавництві «Грані-Т» вийшла повість для старшокласників «Вітроломи». У 2016 році у вінницькому видавництві «Теза» вийшло три повісті для старшокласників: повість про кохання «Полянами і хмарочосами», повість 70-ті роки в Україні під радянською окупацією — «Варвари» і психологічний детектив «Сорок цистерн любові».

### «Аналіз крові»
2010 року у видавництві «Грані-Т» була видрукувана збірка есеїв «Аналіз крові». Книжка складається із 20 замальовок-роздумів на різноманітні екзистенційні, літературні та політичні теми. Єднає їх застосування класичного психоаналізу. Цей текст є втіленням концепції письма як психотерапії.
Есеї Степана Процюка насичені численними літературними, філософськими алюзіями й ремінісценціями. Як приклади чи авторитети в збірці фігурують Е.Гемінґвей, А.Камю, Ж. П. Сартр, В.Стефаник, Ж.Батай, М.Уельбек, М.Монтень, П.Тичина, С.Далі, Т.Шевченко, О.Олесь, А.Тесленко, П.Куліш… Центральними є три великі есеї, присвячені психоаналітичній тематиці: «Наодинці з порожнечею», «Terra incognita», «Нарцисизм і страждання». «Аналіз крові» — гідна вдячності й прочитання розмова на теми, що торкаються рушійних сил розвитку людини, її страхів і неврозів, які можуть підштовхнути і до творення, і до руйнування.

### «Троянда ритуального болю»
2010 року у видавництві «Академія» вийшов роман «Троянда ритуального болю»; друге видання вийшло у 2021 році. Це одна з перших спроб серйозного художньо-психологічного осмислення постаті Василя Стефаника як людини й творця.
Образ Стефаника подано в нестереотипних для українського літературного канону життєвих ситуаціях. У першу чергу письменника цікавили особливості психотипу героя, його загадковий внутрішній світ, трагедія душі.
| «Я навіть не намагався скрупульозно відтворити всі віхи життя свого героя, — зазначає Процюк. — Мене цікавила передовсім його психобіографія, оті таємниці його довгого мовчання, витоки його експресіоністичного трагізму». |
Створюючи образ Стефаника, Степан Процюк експериментує, подає свій творчий підхід до зображення основних віх життя видатної особистості, її світовідчуття, стосунків з оточенням. У романі щільно переплетені реалістичні й алегорично-символічні картини й образи.
Ірина Славінська переконує, що разом із романом Степана Процюка «Троянда ритуального болю» в Україну прийшов новий жанр — міфобіографія, тобто текст-біографія, в якому переважає образ, а не точність відтворення історичних і культурних реалій, не «археологічна» історія.
У контексті української біографічної прози роман «Троянда ритуального болю» — твір нетрадиційний, новаторський. Степан Процюк виходить за рамки традиційної моделі біографічного роману.

### «Руйнування ляльки»
Наприкінці жовтня 2010 року у видавництві «Ярославів вал» вийшла остання частина «психіатричної тетралогії» Степана Процюка — роман «Руйнування ляльки». Це специфічний зразок філософської прози, не роман дій, а роман ідей. Описані Процюком психічні стани розкривають екзистенцію з різних сторін. Герої цього роману живуть на помежів'ї. Екзистенційний вибір, кардіограма людських шукань, самотність людини, її скутість спрутами комплексів — це осердя Процюкових персонажів. Але на тлі інфернального, загуслого гріхом людського існування іноді все ж проростає квітка чистоти, вдягнена в шати любові. На цих контрастах автор формує психоландшафт людського буття, показуючи енергетику гніву й любові. Степан Процюк — письменник, який має сміливість показувати найдальші закутки людської душі, найглибші провалля людського розпачу, заплутані лабіринти людського життя.

### «Маски опадають повільно»
У 2011 році у видавництві «Академія» побачив світ психобіографічний роман Степана Процюка про Володимира Винниченка «Маски опадають повільно». Автор рішуче виходить за межі жанрів нарису, літературного портрета, есе-біографії, що зазвичай лягають в основу художньої біографістики, а подеколи абсолютно копіюються, і пропонує оригінальну версію психоаналітичного прочитання біографії одного з найбільш суперечливих і найцікавіших українських письменників XX століття. Перед читачем постає образ письменника-новатора європейського рівня і разом з тим — ексцентричного невротика з драматичною долею. Степан Процюк послідовно й логічно вибудовує систему життєвих і суто психологічних координат митця. Джерельною базою роману став епістолярій і щоденники В. Винниченка. Глибинне занурення у внутрішній світ В. Винниченка і його творчу лабораторію, цікаве поєднання документалізму і домислу, яскрава метафоричність і метафізичність, соковита мова — все це робить роман помітним явищем сучасного літературного процесу.

### «Тіні з'являються на світанку»
Також 2011 року у видавництві «Твердиня» вийшла книга есеїстики Степана Процюка «Тіні з'являються на світанку». Страх смерті, неврози безсенсовності й абсурдності життя, любовні залежності, самотність, глибинні внутрішні конфлікти — це неповний перелік того, про що пише автор, і що становить коло екзистенційних проблем сучасної людини. Есеїстика Степана Процюка, на думку багатьох критиків і читачів, наділена енергетичним магнетизмом.

### «Бийся головою до стіни»
Наприкінці 2011 року на сторінках журналу «Кур'єр Кривбасу» була надрукована повість Степана Процюка «Бийся головою до стіни» — про непрості стосунки батька, який помирає, і сина, який намагається його зрозуміти. Автор витримав цю повість на найвищому регістрі почуттів і переживань. Головне завдання повісті — збагнути й художньо відобразити підґрунтя складних взаємин батька і сина. Для цього Степан Процюк звертається до психоаналітичного «інструментарію», поєднуючи власне художній та психологічний матеріал. Тричленна структура повісті віддзеркалює три змістові концепти (зрозуміти, пробачити, відпустити минуле), разом із тим це проєкція трьох часових площин: перша — минуле, передісторія, що проказує розгортання батьківсько-синівських стосунків, друга — сьогодення: сім днів «відходу» і прощання з батьком; третя — проєкція майбутнього, що містить алегоричні картини, які натякають на очищення і незворотні внутрішні зміни. Художня реальність повісті розгортається у двох вимірах: «видимому» і «невидимому», реальному й уявному, профанному та ідеальному.
Окремою книгою повість вийшла у березні 2013 року в луцькому видавництві «Твердиня» в одній книжці разом із повістю «Гілочка і Муркотасик». Деякі критики відзначали необарокові стилістичні впливи у цій повісті.

### Книга вибраного «Інфекція. Жертвопринесення. Тотем»
2012 року івано-франківське видавництво «Тіповіт» опублікувало романи Степана Процюка «Інфекція», «Жертвопринесення» й «Тотем» під однією обкладинкою. Ошатно оформлену книгу обрамляють передмова літературознавця Людмили Скорини «Замовляння зачаклованого лабіринту» й післямова відомого письменника та літературного критика Олега Солов'я «Оборонні бої», в яких автори осмислюють та інтерпретують романи, не боячись опинитися «віч-на-віч із порожнечею». 562 сторінки книги — ніби натягнутий канат «поміж натуралістичним душезнавством та екзистенційним гуманізмом». На думку Людмили Скорини:

| «ці твори читати непросто. Особливо для тих, чиї уподобання обертаються в річищі примітивно-розважальної масової літератури. Неприкрите відображення суспільних проблем і катаклізмів, відразливі картини моральної деградації, натуралізм окремих сцен, потужна сугестія — ці та інші риси індивідуальної манери Степана Процюка здатні шокувати. Але це шок заради катарсису. Екзистенційно-експресіоністська проза цього автора дає шанс на внутрішнє очищення й оздоровлення. Реакція критики на презентовані романи охоплює всю амплітуду емоцій — від панегіриків і навіть апологетизації до цілковитого несприйняття. Одні шанують Степана Процюка за екзистенційну сміливість, експресію і гуманізм; інші дорікають фізіологізмом і пафосністю. Кожному — своє. Романи Степана Процюка — багатовимірні, тож кожен читач матиме змогу взяти з них те, що буде важливо саме йому, у конкретній екзистенційній ситуації буття „тут і зараз“». |
Підсумовуючи розмисли про «психіатричну трилогію», Олег Соловей називає Степана Процюка «останнім із могікан серйозного ставлення до літератури. Літератури, апріорі не призначеної для великих накладів, позаяк суспільство уже ґрунтовно відучене від серйозного читання й осмислення своєї доби, життя, смерти, чести, добра, зла, пам'яти та інших, таких вагомих колись у людському житті, понять».

### «Чорне яблуко»
У січні 2013 р. у київському видавництві «Академія» вийшла заключна частина психобіографічної трилогії — роман «Чорне яблуко», присвячений наймолодшому класику української літератури Архипу Тесленку.
Ідейним осердям твору є думка про обраність Архипа Тесленка, коротке життя якого було насичене ідеалістичною боротьбою за справедливість і творчістю. Роман написаний у формі спогадів Архипа Тесленка, що переплітаються з картинами сновидінь та авторськими відступами. Така наративна стратегія дозволяє автору глибше проникнути у внутрішній світ персонажа і створити психологічно достовірне художнє полотно.

### «Трикутник»
Нова книга Степана Процюка «Трикутник» вийшла в квітні 2014 року. До неї увійшли, як повідомив сам автор, нова редакція роману «Інфекція», нові есеї та інтерв'ю. Книгу видав «Український пріоритет».

### «Десятий рядок»
В романі розгортаються три долі, три сюжетні лінії: діда, батька й онука. Різні покоління, різні держави, різні суспільні устрої — від сталінського геноциду до часів Незалежності. Роман, з одного боку, антитоталітарний, з іншого — глибоко філософський. Людина у своїй проблемності завжди перед вибором: життя / смерті, любові / ненависті, вірності / зради, стоїчного спокою / гедонізму насолоди… Зрештою тоталітаризм прибирав подобу не лише певних «ізмів», як-от комунізм, тоталітаризм і нині випробовує людину, тільки в інших формах і змістах, як-от «ринковий тоталітаризм» з філософією споживацтва і вічної гонитви за успіхом і прибутком. Доля кожного з героїв — по-своєму важка, у чомусь трагічна. Зрештою, чи можна ставити питання у кого доля важча: чи у того, хто пройшов концтабір, чи у того, кого випробовувало КГБ, чи у того, хто не народить своє дитя як нащадка роду? Тоталітаризм радянський чи споживацький — кожний по-своєму нищить людину. І тільки від людини залежить, чи зуміє вона не зламатися під тиском життєвих випробувань. Щоправда, й ціна за вибір — відповідна. Доля одного Роду — як дзеркало долі України у ХХ столітті. І тільки богиня Астарта — символ любові і смерті -залишається невблаганною…

### «Під крилами великої Матері»
В кінці квітня 2015-го року роман «Під крилами великої Матері» вийшов у видавництві «Discursus».
На думку літературного оглядача Христини Букатчук, цей роман — «один з перших підводних землетрусів сучукрліту, який може викликати потужне літературне цунамі в сенсі психологічно-екзистенційного аналізу українства».
Літературний критик Олег Соловей зауважує:

| «Новий роман С.Процюка позначений помітною стилістичною легкістю, себто прозорістю. Таке відчуття, що він ступив крок (або й кілька) назустріч ширшим читацьким масам. Не йдеться про примітивізацію стилю, радше про його викшталтування… Будучи яскраво вираженим експресіоністом, Процюк не гребує порпатися у біологічних та спадкових, хворобливих і клінічних виявах людського, занадто людського. Людина буває різною, але треба її любити. Цю істину Процюк засвоїв давно…»[7] |

### «Варвари»
У 2016 році видавництво Теза випустило повість для підлітків «Варвари». Дія цієї повісті Степана Процюка відбувається під час радянського періоду історії України, і твір базується на темі підліткового кохання та проблем, з якими стикаються підлітки. Окрім того, як зазначає Тетяна Качак, ця психологічна повість використовує постколоніальну тему для аналізу періоду радянського тоталітаризму, показуючи «страшні часи ідеологічного насилля, фізичного й психологічного терору, розправ з неблагонадійними й „пособниками наймитів імперіалістичних розвідок“».

### «Травам не можна помирати»
Роман Степана Процюка «Травам не можна помирати» вийшов восени 2017 року у новоствореному видавництві «Легенда». Роман набуває значної популярності серед читачів — за його мотивами були зняті буктрейлер і короткометражний фільм «70-ті», презентований у вересні 2017 року.
Як і «Десятий рядок», «Травам не можна помирати» значною мірою базується на проблемі радянського тоталітаризму. Зокрема, у романі значну роль грає опис методів діяльності каральних органів — «кагебістських провокацій і каральної психіатрії», як зазначено в анотації роману. Серед тем, які аналізує «Травам не можна помирати», — вплив тоталітаризму на свідомість людини, заплутана любовна історія зради, а також роль митця в тоталітарній системі (її висвітлено на прикладі образів Крилатого і Крислатого).

### «Відкинуті і воскреслі»
У 2020 році у видавництві «Дискурсус» вийшла книжка есеїстики Процюка про письменників і суспільство під назвою «Відкинуті і воскреслі». Основна частина книжки складається із невеликих есе про відомих українських письменників, класиків української літератури ХІХ–ХХ століття. Крім цього, книжка містить нариси про сучасне українське суспільство, а також кілька інтерв'ю з автором.
«Відкинуті і воскреслі» увійшла до всеукраїнського рейтингу «Книжка року» як одна із найкращих у номінації «Есеїстика».

### «Пальці поміж піском»
Роман «Пальці поміж піском» вийшов наприкінці 2020 року в київському видавництві «Наш Формат». Дії роману розгортаються на тлі радянської України 1950-их років.
У романі є три сюжетні лінії, що частково перетинаються. Перша лінія — історія любові одруженого композитора Федора та актриси Оксани. За описом автора, «це важкі почуття, із частими розлуками, сильними пристрастями та важкими зигзагами долі». Друга лінія — історія маленької патріотичної організації, учасники якої не злякалися боротися за українські ідеї всередині тоталітарної держави. Зрештою, протягом цілого роману присутній Сталін і його близьке оточення, висвітлюються епізоди життя тогочасного радянського вождя.

### «Гіркий світ, солодкий світ»
У 2021 році у видавництві «Дискурсус» вийшла книжка есеїстики Процюка про письменників і суспільство під назвою «Відкинуті і воскреслі». Основна частина книжки складається із невеликих есе про відомих українських письменників, класиків української літератури ХХ–ХХ — Тараса Шевченка, Івана Карпенка-Карого, Олександра Довженка, Ольгу Кобилянську, Степана Руданського, Максима Рильського та багатьох інших. Крім цього, книжка містить нариси про сучасне українське суспільство, а також кілька інтерв'ю з автором.

## Відзнаки, переклади, творчі вечори
Степан Процюк — лавреат багатьох національних літературних премій:
- 7-разовий лавреат премії журналу «Кур'єр Кривбасу» (1998—2003),
- премії «Благовіст» (2000),
- міської літературної премії ім. І.Франка (2002)
- обласної літературної премії ім. В. Стефаника.

Автор мав літературні вечори в багатьох містах України: Києві, Харкові, Львові, Одесі, Тернополі, Ужгороді, Чернівцях, Луцьку, а також у Кракові, Берліні, Оломоуці, Парижі, Гельсінкі, Римі, Чикаго, Нью-Йорку та інших містах. Твори Степана Процюка перекладені кількома іноземними мовами (німецькою, російською, словацькою, польською, чеською). Наприкінці 2008 р. в столиці Азербайджану Баку вийшов переклад роману Степана Процюка «Тотем». Перекладав книгу відомий азербайджанський письменник та видавець Ельчин Іскендерзаде. Зараз роман перекладається ще кількома іноземними мовами. 30 вересня 2012 року на своїй сторінці у «Facebook» Степан Процюк повідомив про те, що став членом Українського центру Міжнародного ПЕН-клубу. У вересні 2015 року Процюк отримав відзнаку «Золотий письменник України».
Літературознавиця Анна Черниш у листопаді 2023 року захистила у Волинському університеті докторську дисертацію «Проза Степана Процюка і розвиток психоаналітичного дискурсу в українській літературі». У післямові до п'ятого перевидання роману Степана Процюка «Інфекція» вона зауважує:

| «Українська література знає чимало письменників та їхніх шедеврів, що були написані кров'ю зворушеного серця, як у О. Кобилянської, чи коротко, страшно і сильно, як у В. Стефаника, або одержимо, як у Лесі Українки. Здається, у постаті С. Процюка все зійшлося воєдино — і розчулене серце, і пристрасність до літератури, і власний, вироблений клопіткою працею, стиль». |

## Твори

### Поезія
- Процюк С. На вістрі двох правд // Нова дегенерація / Вступ. стаття Ю. Андруховича.
- Процюк С. Апологетика на світанку. — Ужгород, 1996.
- Процюк С. Завжди і ніколи. — Львів, 1999.

### Проза
- Процюк С. Переступ у вакуумі. — К., 1996.
- Процюк С. Шибениця для ніжності. — Тернопіль: Джура, 2001.
- Процюк С. Серафими і мізантропи. — Івано-Франківськ: Тіповіт, 2002.
- Процюк С. Тотем. — Івано-Франківськ: Тіповіт, 2005. — 190 с.
- Процюк С. Інфекція // Кур'єр Кривбасу. — 2002. — № 149. — С. 3–68.
- Процюк С. Жертвопринесення. — Івано-Франківськ: Тіповіт, 2007. — 207 с.
- Процюк С. Руйнування ляльки. — К.: Ярославів Вал, 2010. — 280 с.
- Процюк С. Троянда ритуального болю: Роман про Василя Стефаника. — К.: ВЦ «Академія», 2010. — 184 с.
- Процюк С. Маски опадають повільно: Роман про Володимира Винниченка. — К.: ВЦ «Академія», 2011. — 304 с. (Серія «Автографи часу»).
- Процюк С. Бийся головою до стіни: повість // Кур'єр Кривбасу. — 2011. — № 264—265 (Листопад — Грудень). — С. 3–93.
- Процюк С. Інфекція. Жертвопринесення. Тотем. — Івано-Франківськ: Тіповіт, 2012. — 562 с.
- Процюк С. Чорне яблуко: Роман про Архипа Тесленка. — К.: ВЦ «Академія», 2013. — 192 с. (Серія «Автографи часу»).
- Процюк С. Бийся головою до стіни: психологічна проза / С. В. Процюк. — Луцьк: ПВД «Твердиня», 2013. — 200 c.
- Процюк С. Пальці поміж піском / С. В. Процюк. — Київ: Наш Формат, 2020. — 224 c.

### Есеїстика
- Процюк С. Лицарі стилосу і кав'ярень. — К., 1996.
- Процюк С. Канатохідці. — Івано-Франківськ: Тіповіт, 2007. — 302 с.
- Процюк С. Аналіз крові. — К.: Грані-Т, 2010. — 150 с.
- Процюк С. Тіні з'являються на світанку: Есеїстика. — Луцьк: ПВД «Твердиня», 2011. — 216 с.
- Процюк С. Відкинуті і воскреслі: Есе про письменників і суспільство — Дискурсус: Брустурів, 2020. — 216 с.

### Книги для дітей
- Степан Процюк про Василя Стефаника, Карла-Густава Юнга, Володимира Винниченка, Архипа Тесленка, Ніку Турбіну / С. Процюк. — Київ: Грані-Т, 2008. — 96 с. — (Серія «Життя видатних дітей»).  ISBN 978-966-465-155-1.
- Процюк С. Марійка і Костик. — К.: Грані-Т, 2008. — 63 с.
- Процюк С. Залюблені в сонце. Друга історія Марійки і Костика. — К.: Грані-Т, 2008. — 63 с.
- Процюк С. Аргонавти. Третя історія Марійки і Костика. — К.: Грані-Т, 2008. — 64 с.